# Selfie (film)
#Selfie este un film românesc de comedie din anul 2014 regizat de Cristina Iacob. Rolurile principale au fost interpretate de actorii Olimpia Melinte, Crina Semciuc și Flavia Hojda. Este urmat de filmul Selfie 69 din anul 2016.

## Distribuție
- Bogdan Cotleț
- Crina Semciuc — Yasmine
- Flavia Hojda — Ana
- Florin Călinescu — Comandantul de poliție
- Mihaela Rădulescu — Mama Yasminei
- Răzvan Vasilescu — Nea Ceaușu
- Răzvan Fodor — Sergiu
- Olimpia Melinte — Roxana
- Anghel Damian — Rareș
- Constantin Florescu — Profesorul de matematică
- Levent Sali — Mihai
- Dan Chișu — Tatăl Yasminei
- Alexandru Călin — Bogdan
- Vlad Logigan — George
- Alina Chivulescu — Cecilia

## Primire
Selfie a fost cel mai de succes film românesc din 2014, la zece zile de la premieră fiind vizionat de peste 37.000 de spectatori cu un record de încasări de 570.000 de lei.
Filmul a fost vizionat de 87.288 de spectatori în cinematografele din România, după cum atestă o situație a numărului de spectatori înregistrat de filmele românești de la data premierei și până la data de 31 decembrie 2014 alcătuită de Centrul Național al Cinematografiei.